# دنیل مولویل
دنیل مولویل (انگلیسی: Daniel Mulville؛ زادهٔ ۱ ژانویهٔ ۱۹۳۹) یک مهندس آمریکایی است که در سال ۲۰۰۱، ریاست ناسا را بر عهده داشته‌است.